# Battelle Memorial Institute
Battelle Memorial Institute (укр. Баттельський меморіальний інститут) — приватна неприбуткова науково-дослідна організація, яка займається вивченням та впровадженням нових технологій в різних галузях. Тісно співробітничає з багатьма компаніями та федеральною владою США. Працює в таких напрямках, як фармацевтика, агрохімія, охорона здоров'я, енергетика, національна безпека, транспорт, екологія та ін.
Заснована в 1929 сталеливарним промисловцем Гордоном Баттелем (англ. Gordon Battelle). Штаб-квартира розташована в м. Коламбус, штату Огайо.
В Інституті та лабораторіях, що знаходяться під його управлінням, працюють близько 22 тис. чоловік. Щорічно виконуються замовлення близько 2 тис. компаній та державних відомств на загальну суму до 3 млрд доларів (2003), реєструється до 100 патентів.

## Підрозділи інституту
- Агробізнес
- Екологія та середовище (англ. Ecology and environment)
- Здоров'я (англ. Health)
- Матеріалознавство (англ. Materials science)
- Національна безпека (англ. National Security)  — досліджує авіаційні та аерокосмічні технології, системи хімічного та біологічного захисту, кіберінновації, наземні тактичні системи, морські технології
- Дослідницька інфраструктура (англ. Research infrastructure)
- STEM-освіта (англ. STEM education)

## Підпорядковані лабораторії
- Брукхейвенська національна лабораторія (англ. Brookhaven National Laboratory), у спільному підпорядкуванні з Університетом штату Нью-Йорк
- Національна лабораторія Айдахо[ru] (англ. Idaho National Laboratory), у спільному підпорядкуванні з BWX Technologies Inc., Washington Group International, Electric Power Research Institute, Battelle Inc. та ін.
- Національна Ліверморська лабораторія ім. Лоуренса (англ. Lawrence Livermore National Laboratory)
- Лос-Аламоська національна лабораторія (англ. Los Alamos National Laboratory)
- Національна лабораторія з вивчення відновлюваної енергії[ru] (англ. National Renewable Energy Laboratory), у співпраці з Середньо-західним дослідницьким інститутом (Midwest Research Institute)
- Національна лабораторія Ок-Ридж (англ. Oak Ridge National Laboratory), у спільному підпорядкуванні з Університетом штату Тенессі
- Тихоокеанська Північно-Західна лабораторія[ru] (англ. Pacific Northwest National Laboratory)
- Саванно-Ріверська національна лабораторія[ru] (англ. Savannah River National Laboratory)

## Відомі співробітники
Саме працюючи в Battelle Memorial Institute винахідник Честер Карлсон в 1944 удосконалив винайдену ним раніше технологію ксерокопіювання (яка тоді називалася «електрофотографія»), після чого було налагоджене промислове виробництво перших ксероксів фірмою Haloid Company.